# Schichtkalkstein

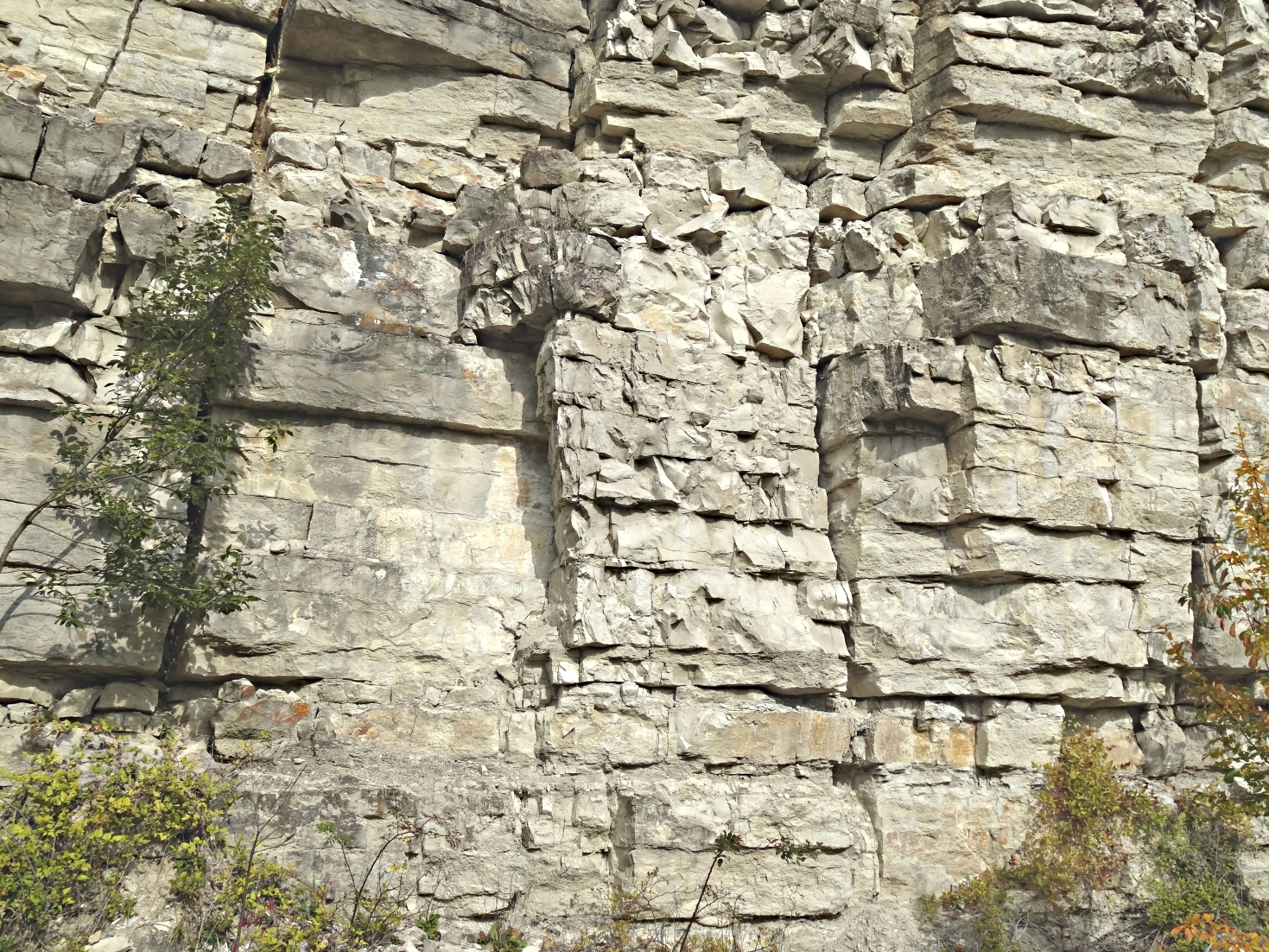
Geschichtete Kalksteine des Weißjura („Malm β“, Feuerstein-Formation) der Fränkischen Alb, Auflässiger Steinbruch bei Uetzing, Landkreis Lichtenfels

Schichtkalk(stein), auch Bankkalk(stein) genannt, sind sedimentäre Gesteinskörper, die sich durch Kalksteine, Mergelkalksteine, Kalkmergelsteine usw. auszeichnen, die im Aufschluss eine deutlich sichtbare Schichtung zeigen, wobei die Schichten in der Regel plattig oder bankig absondern. Es handelt sich nicht um einen sedimentologischen Fachausdruck oder einen speziellen Faziesbegriff. Die Bezeichnung dient lediglich der Abgrenzung gegen ungeschichtete (massige) Kalksteinkörper, wobei letztgenannte in Massenkalke (d. h. Riffkalke) und ungeschichtete feinkörnige Kalke (z. B. die Rügener Schreibkreide) unterschieden werden müssen.
Einzelne Schichten oder Schichtpakete derartiger Abfolgen können sich durch eine besonders große Härte auszeichnen und werden deshalb als Naturwerksteine abgebaut. Die entsprechenden Schichten werden im Deutschen auch Werksteinbänke genannt.
Geschichtete Kalksteine sind in aller Regel marinen Ursprunges. Sie entstehen durch das Absinken von relativ feinen Kalkpartikeln zum Meeresgrund. Die Schichtung entsteht dadurch, dass sich während der Ablagerung die Umweltbedingungen geringfügig ändern, sodass mal mehr und mal weniger Calciumcarbonat in der Wassersäule produziert wird und zur Ablagerung kommt. Während der Diagenese kann Calciumcarbonat aus geringfügig kalkärmeren Schichten gelöst und in kalkreicheren Schichten wieder ausgefällt werden, wodurch der ursprüngliche Materialwechsel noch stärker akzentuiert oder überhaupt erst für das bloße Auge sichtbar werden kann. Periodisch können größere Mengen groberer Kalkteilchen, oft in Form von Fossilschutt infolge von z. B. Sturmereignissen oder durch Rutschungen in den Ablagerungsraum gelangen und dann entsprechende (tempestitische bzw. turbiditische) Zwischenlagen bilden.
Geschichtete Kalksteine kommen überall auf der Welt in karbonatischen Serien faktisch jedes geologischen Alters vor. In Deutschland sind sie insbesondere typisch für den Muschelkalk (Mitteltrias) und den Malm/Weißjura (Oberjura). Entsprechende Vorkommen finden sich überall außerhalb der Grundgebirgsaufbrüche im Bereich der Mittelgebirgsschwelle sowie im Süddeutschen Schichtstufenland.